# لاکهید ال-۱۰۰ هرکولس
لاکهید ال-۱۰۰ هرکولس (به انگلیسی: Lockheed L-100 Hercules) یک هواگرد ساختِ کارخانهٔ لاکهید کورپوریشن در کشور ایالات متحده آمریکا است. نخستین استفاده‌کنندهٔ این هواگرد نیروی هوایی اندونزی بوده‌است. این هواگرد برای نخستین بار در ۲۰ آوریل ۱۹۶۴ میلادی مورد استفاده قرار گرفت.